# Hongjoong
Kim Hong-joong (hangul: 김홍중 (); Anyang, Gyeonggi, 7 de noviembre de 1998), mejor conocido simplemente como Hongjoong, es un rapero, cantante, compositor y bailarín surcoreano, conocido por ser miembro del grupo masculino surcoreano Ateez.

## Biografía
Kim Hong-joong nació el 7 de noviembre de 1998 en Anyang, Gyeonggi, Corea del Sur. Se graduó del Dongan High School, antes de entrar a estudiar en la Global Cyber University. Empezó a componer canciones a los 16 años.

## Carrera

### 2016-2017: Actividades predebut
En 2016, Hongjoong envió una carta a KQ Entertainment, en la que expresó su interés en trabajar con ellos para poder desarrollar su carrera como compositor.
En 2017, Hongjoong participó en el reality show de supervivencia de JTBC Mix Nine. Terminó siendo eliminado en el décimo episodio, obteniendo el puesto 42.
Fue presentado como miembro del grupo pre-debut "KQ Fellaz" junto con otros siete chicos, quienes ahora forman parte de Ateez.

### 2018-presente: Debut con Ateez y actividades en solitario
El 24 de octubre de 2018, Hongjoong debutó oficialmente como miembro del grupo Ateez, con el EP debut Treasure EP.1: All to Zero. Hongjoong también ha destacado por su participación en la producción musical del grupo, especialmente como compositor.
Entre diciembre de 2019 y febrero de 2025, Hongjoong realizó un proyecto llamado "BY. HONGJOONG", en el cual lanzó sus propias versiones de ocho canciones de otros artistas, las cuales interpretó con su propio estilo (añadiendo sus propias letras y arreglos musicales). Este
El 8 de noviembre de 2023, lanzó la canción "A Walker".
El 11 de marzo de 2024, la cantante Chungha lanzó su sencillo digital "Eenie Meenie" en colaboración con Hongjoong, siendo esta su primera colaboración musical. El 23 de agosto de 2024, Hongjoong lanzó la canción "Why Do You Love" junto con un video musical.
El 15 de enero de 2025, Odetari lanzó su sencillo digital "SMB" con la colaboración de Hongjoong, convirtiéndose en la primera colaboración musical internacional de Hongjoong.

## Respaldos
Hongjoong ha experimentado con varios estilos de moda a lo largo de su carrera, a menudo incorporando elementos que desafían las normas tradicionales de género. Ha mencionado que quiere estudiar moda y lanzar su propia línea de moda.
El 4 de marzo de 2023, Hongjoong hizo su debut en la moda en la presentación de Balmain Homme Otoño/Invierno 2023 en la Semana de la Moda de París. El 5 de septiembre, Hongjoong fue nombrado embajador de Balmain y la marca lo apodó el "Príncipe Balmain". El 27 de septiembre, Hongjoong asistió al desfile de la colección femenina primavera-verano 2024 de Balmain y a la presentación de la colección masculina el 29 de septiembre.
El 21 de junio de 2024, Hongjoong asistió al desfile de Comme des Garçons Homme Plus en París. El 25 de septiembre, Hongjoong asistió al desfile de Balmain Primavera-Verano 2025 y el 28 de septiembre, asistió al desfile de Vivienne Westwood Paris Womenswear Primavera-Verano 2025.
El 22 de enero de 2025, Hongjoong asistió al desfile de moda masculina otoño 2025 de Paul Smith, y el 26 de enero, asistió al desfile de la colección otoño 2025 de Jacquemus en París.
El 29 de junio de 2025, Hongjoong asistió al desfile de moda de Jacquemus en Versalles, donde se presentó la colección Primavera-Verano 2026 llamada "Le Paysan".

## Discografía

### Sencillos
| Título            | Año  | Álbum               | Ref.          |
| ----------------- | ---- | ------------------- | ------------- |
| "Draw & Draw"     | 2021 | Sencillos sin álbum | [ 26 ]        |
| "A Walker"        | 2023 | Sencillos sin álbum | [ 7 ] [ 8 ]   |
| "Why Do You Love" | 2024 | Sencillos sin álbum | [ 10 ] [ 11 ] |

### Colaboraciones
| Título                                   | Año  | Posición máxima en los gráficos | Posición máxima en los gráficos | Álbum              | Ref.   |
| Título                                   | Año  | COR                             | US World                        | Álbum              | Ref.   |
| ---------------------------------------- | ---- | ------------------------------- | ------------------------------- | ------------------ | ------ |
| "Eenie Meenie" (Chungha feat. Hongjoong) | 2024 | 104                             | 6                               | EENIE MEENIE       | [ 9 ]  |
| "SMB" (Odetari feat. Hongjoong)          | 2025 | —                               | —                               | Sencillo sin álbum | [ 12 ] |

## Filmografía

### Programas de televisión
| Año       | Título        | Papel            | Notas                                                       | Ref.   |
| --------- | ------------- | ---------------- | ----------------------------------------------------------- | ------ |
| 2017-2018 | Mix Nine      | Concursante      | Puesto 42 en la clasificación general (categoría masculina) | [ 4 ]  |
| 2024-2025 | Moving Voices | Elenco principal | En Alemania                                                 | [ 27 ] |

### Programas de radio
| Año       | Título     | Papel       | Notas                  | Ref.   |
| --------- | ---------- | ----------- | ---------------------- | ------ |
| 2022-2023 | Idol Radio | Presentador | Temporada 3; con Yunho | [ 28 ] |

### Presentador
| Año  | Título                   | Notas                              | Ref.   |
| ---- | ------------------------ | ---------------------------------- | ------ |
| 2020 | Show! Music Core         | Presentador especial, Episodio 665 | [ 29 ] |
| 2022 | The Show                 | Presentador especial, Episodio 305 | [ 30 ] |
| 2023 | Idol Radio Live in Seoul | con Yunho                          | [ 31 ] |